# Aprionus indica
Aprionus indica är en tvåvingeart som beskrevs av Jaiswal 1988. Aprionus indica ingår i släktet Aprionus och familjen gallmyggor. Inga underarter finns listade i Catalogue of Life.